# Примоштен
Примоштен је место и средиште истоимене општине у саставу Шибенско-книнске жупаније, у Далмацији, Република Хрватска.

## Географија
Примоштен се налази на обали Јадранског мора. Удаљен је око 26 км јужно од Шибеника.

## Историја
У прошлости, Примоштен је био острвце које су у XVI веку населили људи избегли од Турске најезде. Године 1564. острво је спојено са копном, вештачким насипом. Име општине и места потиче управо од речи премостити, чији назив касније изведен у Примоштен. Током 60-их година прошлог века, општина је доживела нагли развој.
Примоштен се до територијалне реорганизације у Хрватској налазио у некадашњој великој општини Шибеник.

## Култура
Заштитница места је Госпа од Лорета, за коју је везана прича из XIX века: ... давне 1835. године, Марко Пргин је сањао слику Госпе са малим Исусом. Како је сан на њега оставио снажан утисак, упутио се на други крај Јадрана у Лорето. Тамо је купио слику Госпе и превезао је заштићену у сандуку у Примоштен. Тај сандук се и данас чува...

### Манифестације
Од 2016. године у Примоштену се сваког лета одржава тродневни музички фестивал СуперУхо.

## Привреда
Становништво се бави претежно земљорадњом и риболовом. Узгајање винове лозе и маслина представља важне делатности. Вино Бабић из Примоштена познато је по томе, што се грожђе од којег се прави, узгаја на голом камену. Највећи профит стиже од туризма, који је овде добро развијен, плаже су уређене и чисте, хотела и соба има довољно, а понуда је врло богата.

## Становништво
Према попису становништва из 2011. године, Примоштен је имао 1.631 становника.
| Демографија | Демографија | Демографија |
| Година      | Становника  | Становника  |
| ----------- | ----------- | ----------- |
| 1971.       | 1.407       |             |
| 1981.       | 1.540       |             |
| 1991.       | 1.745       |             |
| 2001.       | 1.761       |             |
| 2011.       |             | 1.631       |

## Попис 1991.
На попису становништва 1991. године, насељено место Примоштен је имало 1.745 становника, следећег националног састава:
| Попис 1991.‍   | Попис 1991.‍  | Попис 1991.‍ | Попис 1991.‍ | Попис 1991.‍ |
| ------------- | ------------ | ----------- | ----------- | ----------- |
|               |              |             |             |             |
| Хрвати        | Хрвати       |             | 1.667       | 95,53%      |
| Албанци       | Албанци      |             | 19          | 1,08%       |
| Срби          | Срби         |             | 12          | 0,68%       |
| Југословени   | Југословени  |             | 6           | 0,34%       |
| Муслимани     | Муслимани    |             | 3           | 0,17%       |
| Италијани     | Италијани    |             | 2           | 0,11%       |
| Мађари        | Мађари       |             | 1           | 0,05%       |
| Македонци     | Македонци    |             | 1           | 0,05%       |
| Немци         | Немци        |             | 1           | 0,05%       |
| Словенци      | Словенци     |             | 1           | 0,05%       |
| Чеси          | Чеси         |             | 1           | 0,05%       |
| неопредељени  | неопредељени |             | 16          | 0,91%       |
| регион. опр.  | регион. опр. |             | 5           | 0,28%       |
| непознато     | непознато    |             | 10          | 0,57%       |
| укупно: 1.745 |              |             |             |             |

## Галерија
- Примоштен
- Примоштен, залазак сунца
- Лучица
- Плажа у Примоштену
- Лука у Примоштену
- Улица у Примоштену